# Guillermo de Amores
Guillermo de Amores, vollständiger Name Guillermo Rafael de Amores Ravelo, (* 19. Oktober 1994 in San Jacinto) ist ein uruguayischer Fußballspieler.

## Karriere

### Verein
Der je nach Quellenlage 1,83 Meter oder 1,86 Meter große Torwart de Amores begann mit dem Fußballspielen im Alter von sechs Jahren in seinem Geburtsort San Jacinto im baby fútbol beim Club Vida Nueva Deportivo San Jacinto. Dort spielte er bis zu seinem elften Lebensjahr. Auch kam er in der Ost-Regional-Auswahl mit Sitz in Pando zum Zuge. Sodann war der seinerzeit Zwölfjährige zwei Jahre lang in der AUFI für Danubio aktiv. Zudem gehörte er jener Mannschaft in der Séptima División an. Im Alter von 15 Jahren schloss er sich Liverpool Montevideo an. Sein Debüt in der Primera División feierte er dabei am 4. Dezember 2011 in der Begegnung mit Nacional Montevideo, als er in der 39. Spielminute für den verletzten Matías Castro eingewechselt wurde. In der Apertura 2011 bzw. in der Apertura 2012 kam er dort einmal bzw. zweimal in der Liga zum Einsatz. In der Spielzeit 2013/14 war er Stammtorwart der Montevideaner und lief 29-mal in der höchsten uruguayischen Spielklasse auf. Sein Verein stieg am Saisonende in die Segunda División ab. Dort absolvierte er in der Saison 2014/15 16 Zweitligaspiele und feierte am Saisonende den Aufstieg und den Gewinn der Zweitligameisterschaft. In der Spielzeit 2015/16 kam er zu zwei Erstligaeinsätzen. Während der Saison 2016 bestritt er 14 Ligaspiele. In der laufenden Spielzeit 2017 wurde er bislang (Stand: 10. August 2017) 21-mal in der Liga und zweimal in der Copa Sudamericana 2017 eingesetzt.
Im Januar 2018 wechselte de Amores zu Boston River. Dieser verlieh den Torwart sofort weiter nach Brasilien an den Fluminense Rio de Janeiro. Ohne Einsatz kehrte er Ende Juni 2019 zurück.

### Nationalmannschaft
De Amores debütierte am 16. November 2010 unter Trainer Fabián Coito im Spiel gegen Argentinien in der uruguayischen U-17-Nationalmannschaft. Er war Mitglied des Aufgebots Uruguays bei der U-17-Südamerikameisterschaft 2011 in Ecuador und der U-17-Weltmeisterschaft 2011 in Mexiko. In Ecuador lief er in einer Turnier-Partie auf. Bei der WM nahm er lediglich die Ersatzspielerrolle ein und wurde mit der Celeste Vize-Weltmeister. Insgesamt bestritt er elf Länderspiele in der U-17, in denen er 16 Gegentore hinnehmen musste. 
In der U-20-Nationalmannschaft kam er unter Trainer Juan Verzeri erstmals am 6. Juni 2012 in der mit 4:2 gewonnenen Partie gegen die USA erstmals zum Einsatz. De Amores gehörte dem Aufgebot der uruguayischen U-20-Auswahl bei der U-20-Südamerikameisterschaft 2013 in Argentinien an und bestritt während des Turniers sieben Partien. Im Juli 2013 wurde er sodann bei der U-20-Weltmeisterschaft 2013 in der Türkei Vize-Weltmeister mit Uruguay. De Amores wurde in sieben Spielen bei der WM eingesetzt und zum besten Torhüter des Turniers gekürt. Bislang (Stand: 8. Juli 2015) absolvierte er 24 Länderspiele in dieser Altersklasse. Dabei kassierte er in den ersten 21 Länderspielen 19 Gegentore.
Am 19. Mai 2015 wurde er von Trainer Fabián Coito zunächst für den vorläufigen Kader der U-22 bei den Panamerikanischen Spielen 2015 in Toronto nominiert. Schließlich gehörte er auch dem endgültigen Aufgebot an und gewann das Turnier mit der Celeste.

### Erfolge
- U-17-Vize-Weltmeister 2011
- U-17-Vize-Südamerikameister 2011
- U-20-Vize-Weltmeister 2013
- Bester Torhüter der U-20-WM 2013
- Goldmedaille Panamerikanische Spiele 2015